# Bibliografia de Castro Alves

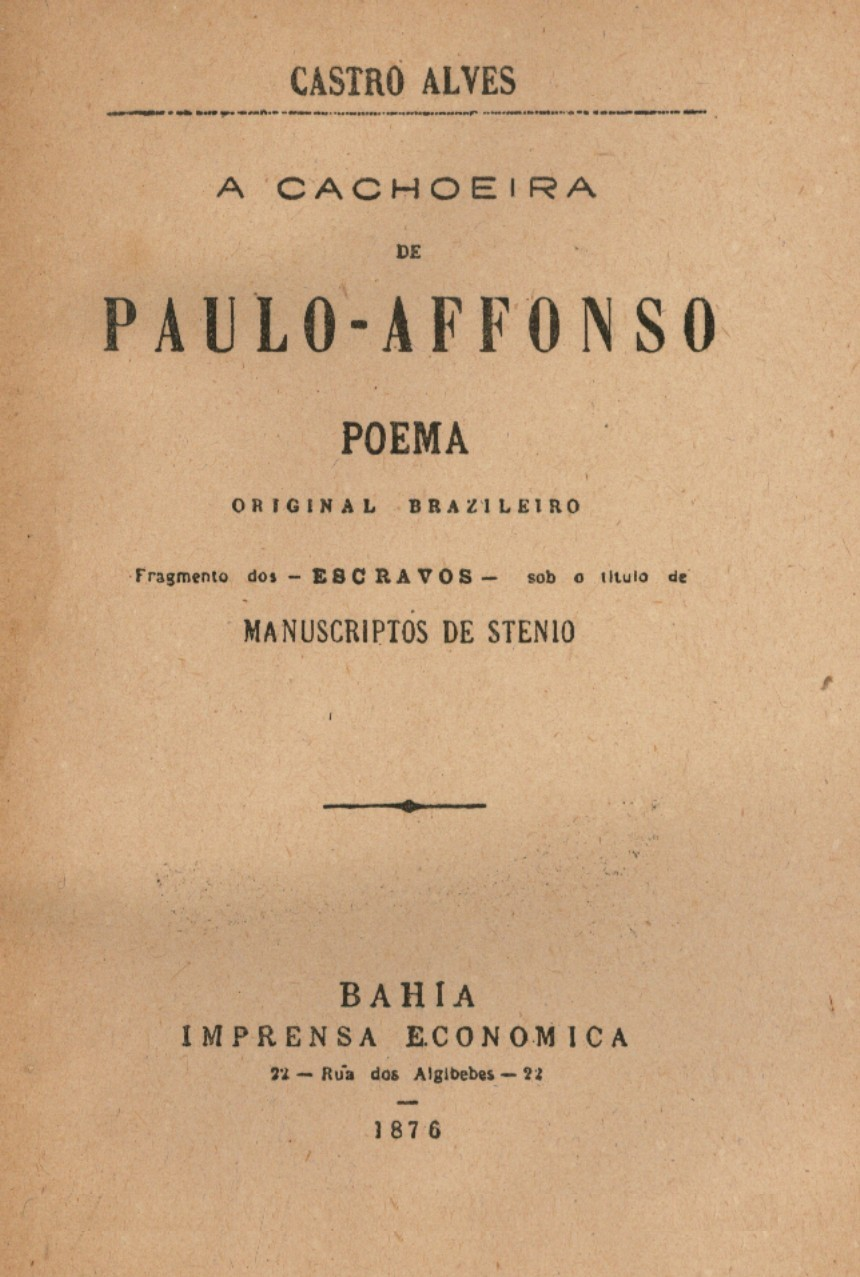
Frontispício da edição de 1876 de A Cachoeira de Paulo Afonso.

Esta bibliografia reúne as obras de, e sobre, o poeta brasileiro Antônio Frederico de Castro Alves (1847-1871).
Foi "o primeiro poeta brasileiro", no dizer de Antônio Nobre; registrou ainda José de Alencar que "palpita em sua obra o poderoso sentimento de nacionalidade, essa alma da pátria, que faz os grande poetas, como os grandes cidadãos".

## Obras de Castro Alves
Informa Manuel Bandeira que em vida o poeta publicara em livro o "mau drama em prosa" Gonzaga, ou a Revolução de Minas, em 1867; seu outro livro não-póstumo, de 1870, foi o Espumas Flutuantes. Sobre este Bandeira informa que tencionava reunir os poemas abolicionistas na obra Os Escravos que "teria como remate A Cachoeira de Paulo Afonso, que foi publicada postumamente". E o Poeta deixou ainda outras poesias avulsas que era sua intenção reunir em outro livro intitulado Hinos do Equador.
Contraditando Bandeira, Lêdo Ivo afirma que Castro Alves só publicara em vida um livro: Espumas Flutuantes; todos os demais tiveram publicação póstuma, depois de sua morte em 1871, aos vinte e quatro anos de idade.
A edição mais completa da obra do poeta foi realizada por Afrânio Peixoto. Seus livros são os seguintes, com a relação de edições realizadas:
Poesia
- Espumas Flutuantes, 1870
- A Cachoeira de Paulo Afonso, 1876
- Os Escravos (O Navio Negreiro), 1883
- Hinos do Equador, 1921 (Publicações póstumas incluídas em Obras Completas)

Teatro
- Gonzaga ou a Revolução de Minas, 1867
- D. Juan ou a Prole dos Saturnos, 1869
- Uma Página de Escola Realista, 1870 (excerto de Espumas Flutuantes)

| Título                                                  | Dados da edição                                                                                        | Observações | Data |
| ------------------------------------------------------- | --- | --- | ---- |
| A Cachoeira de Paulo-Affonso: poema original brazileiro | Bahia, Imprensa Econômica, 1ª edição                                                                   | Download da obra, site do Senado Federal. | 1876 |
| Correspondência e crítica                               | Editado por H. Antunes e C., Rio de Janeiro.                                                           | Prefácio e coordenação de Alfredo Mariano de Oliveira, inclui "Traços biográficos" por Alfredo Mariano de Oliveira, "Elogio de Castro Alves", transcrição do texto de 1881 de Rui Barbosa, "Paixão e glória de Castro Alves" por Afrânio Peixoto, "Castro Alves" por Luiz Guimarães Júnior, "No decenário de Castro Alves" soneto de Raimundo Correia, "Um túmulo para Castro Alves" por Alípio Bandeira, além de correspondência do poeta | 1920 |
| Espumas flutuantes                                      | Edições GRD da cidade de Salvador, em convênio com o Instituto Nacional do Livro, Salvador             | Edição fac-similar de centenário (1870-1970) | 1970 |
| Obras Completas de Castro Alves                         | Companhia Editora Nacional (impresso na Empresa Gráfica da "Revista dos Tribunais"), São Paulo, 3ª ed. | Introdução e notas de Afrânio Peixoto, coleção "Livros do Brasil" (2 tomos: volumes 1 e 1-A) | 1944 |
| Espumas flutuantes e Os Escravos                        | Editora Martins Fontes, São Paulo                                                                      | Introdução, organização e fixação de texto por Luiz Dantas e Pablo Simpson | 2000 |
| Obra completa                                           | Editora José de Aguilar Ltda., Rio de Janeiro, 1ª edição                                               | Organização, fixação do texto, cronologia, notas e estudo crítico por Eugênio Gomes, inclui "Vida efêmera e ardente de Castro Alves" por Afrânio Peixoto e "Diálogo epistolar" entre José de Alencar e Machado de Assis | 1960 |
| Obras completas de Castro Alves                         | Livraria Francisco Alves, Rio de Janeiro, 1ª edição                                                    | Organização, introdução e notas por Afrânio Peixoto | 1921 |
| Poesias completas                                       | Companhia Editora Nacional, São Paulo, 2ª edição                                                       | texto organizado por Jamil Almansur Haddad | 1955 |

## Coletâneas
| Título                                                 | Dados da edição                                     | Observações                                                                                         | Ano  |
| ------------------------------------------------------ | --------------------------------------------------- | --------------------------------------------------------------------------------------------------- | ---- |
| Os Melhores Poemas de Castro Alves                     | Global Editora, São Paulo (2ª ed.)                  | Seleção e apresentação Lêdo Ivo                                                                     | 1983 |
| Canto da esperança, poesia social, libertária e lírica | Nova Fronteira, Rio de Janeiro                      | Seleção, introdução e notas de Hildon Rocha                                                         | 1990 |
| Castro Alves: poesias escolhidas                       | Imprensa Nacional, Rio de Janeiro                   | Edição comemorativa do centenário do nascimento do poeta, seleção, prefácio e notas de Homero Pires | 1947 |
| Poemas de amor                                         | Biblioteca Universal Popular, S. A., Rio de Janeiro | Introdução, seleção e notas de Jamil Almansur Haddad                                                | 1963 |
| Castro Alves - Poesia                                  | Livraria Agir Editora, Rio de Janeiro, 4ª ed        | coleção "Nossos Clássicos"                                                                          | 1972 |
| Os Escravos                                            | Livraria Martins Editora, Rio de Janeiro            | Prefácio por Oliveira Neto Ribeiro                                                                  | s/d  |

## Biografias e crítica
| Autor                             | Título                                             | Dados da edição | Ano  |
| --------------------------------- | -------------------------------------------------- | --- | ---- |
| Norlandio Meirelles de Almeida    | Cronologia de Castro Alves                         | Editora D.Pedro II, Guarulhos | 1960 |
| Norlandio Meirelles de Almeida    | São Paulo de Castro Alves                          | SOGE, 369 pág., ISBN 9788586684012 | 1997 |
| Rui Barbosa                       | Decenário de Castro Alves                          | Elogio do poeta pelo Dr. Rui Barbosa, seguido de um escrito do mesmo autor pelos escravos às mães de família, Mandado imprimir pela comissão do decenário, Bahia, Typografia do "Diário da Bahia" | 1881 |
| Edivaldo Boaventura               | Estudos sobre Castro Alves                         | EdUfba, Egba, Salvador | 1996 |
| Altamirando Carneiro              | Castro Alves e o espiritismo                       | Edições Feesp, São Paulo | 1993 |
| Edison Carneiro                   | Castro Alves: uma interpretação política           | Andes, Rio de Janeiro (2ª ed, revista) | 1958 |
| Othon Costa                       | Reflexos culturais e sociais de Castro Alves       | GB, Rio de Janeiro | 1973 |
| Euclides da Cunha                 | Castro Alves e Seu Tempo                           | Imprensa Nacional, Rio de Janeiro | 1907 |
| Mercedes Dantas                   | O Nacionalismo de Castro Alves                     | Editora A Noite, Rio de Janeiro | 1941 |
| Eugênio Gomes                     | Castro Alves: poesia                               | Agir, Rio de Janeiro, 4ª ed. | 1972 |
| Jamil Almansur Haddad             | Revisão de Castro Alves                            | Editora Saraiva, São Paulo (3 volumes) | 1953 |
| Telênia Hill                      | Castro Alves e Poema Lírico                        | Editora Tempo brasileiro, Brasília, INL | 1978 |
| Hans Jürgen Horch                 | Bibliografia de Castro Alves                       | Instituto Nacional do Livro, Rio de Janeiro | 1960 |
| Marisa Lajolo & Samira Campedelli | Castro Alves: literatura comentada                 | Abril Cultural, São Paulo (seleção de textos, notas, estudos biográfico, histórico e crítico e exercícios)                                                                                        | 1980 |
| Germano Machado                   | A Filosofia na poética Castroalvina                | Editora Cepa, Salvador, 16 pág. | 1990 |
| Joaquim Nabuco                    | Castro Alves: artigos publicados na Reforma        | Typ. da Reforma, Rio de Janeiro | 1873 |
| Cassiano Nunes                    | Castro Alves ante a poesia do nosso tempo          | Thesaurus, Brasília | 1985 |
| Antônio de Pádua                  | Aspectos estilísticos da poesia de Castro Alves    | Livraria São José, Rio de Janeiro | 1972 |
| Luís do Prado Ribeiro             | Tríptico de Castro Alves: amor, lirismo, liberdade | Jornal do Comércio, Rio de Janeiro | 1952 |
| Marta de Senna                    | Uma Poética flutuante: ensaio sobre Castro Alves   | Lidador | 1980 |
| Domingos Carvalho da Silva        | A Presença do Condor                               | Clube de Poesia de Brasília, Brasília (estudo sobre a caracterização do condoreirismo na poesia de Castro Alves)                                                                                  | 1974 |
| Archimimo Ornellas                | Vida Sentimental de Castro Alves                   | Livraria Progresso Editora, Salvador, 102 pág. | 1948 |

### Biografias sobre Castro Alves
- AMADO, Jorge. ABC de Castro Alves: louvações, São Paulo: Livraria Martins Editora, 1941.
- AZEVEDO, Vicente de. O Poeta da liberdade, São Paulo: Clube do Livro, 1971.
- BARROS, Frederico Pessoa de. Poesia e vida de Castro Alves: Editora das Américas, São Paulo, 1962.
- BOAVENTURA, Edivaldo M.. Estudos sobre Castro Alves. 1996.
- CALMON, Pedro. A Vida de Castro Alves^. Rio de Janeiro: Livraria José Olympio, 1961.
- CAMPOS, Mário Mendes. Castro Alves: glória e via-sacra do gênio. Belo Horizonte, 1973.
- CARVALHO, João de. O Cantor dos escravos: Castro Alves, Instituto Nacional do Livro, T. A. Queiroz, Brasília, 1989. 150 pág. ISBN 9788571821026.
- CORREIA, Jonas de Moraes. Sentido heróico da poesia de Castro Alves, Biblioteca do Exército, Rio de Janeiro, 1971.
- COSTA e SILVA, Alberto. Castro Alves. Um poeta Sempre jovem São Paulo: Cia das Letras, 2006.
- DANTAS, Mercedes. O nacionalismo de Castro Alves. Rio de Janeiro, A Noite ed, [1941] 153 p. il.
- FERREIRA, Hermelino Lopes Rodrigues. Castro Alves, Editora Pongetti, Rio de Janeiro, 1897.
- FIGUEIREDO, Antônio — Castro Alves (o defensor dos escravos) Salvador, Livraria Progresso, 1957. 31 p. il.
- GUARNIERI, Gianfrancesco. Castro Alves pede passagem, Palco+Platéia, São Paulo, 1971.
- GUERRA, Álvaro — Castro Alves (sua vida e suas obras) 3. ed. [São Paulo] Ed. Melhoramentos [1924 ?] 57 p. (Galeria de Grandes Homens. 1. Série Literatura Brasileira).
- GUIMARÃES, Augusto Alves — Biographia de Antonio de Castro Alves. Gazeta litteraria, Rio de Janeiro, ano 1; n. 2; 5, 15 out., 1 dez. 1883. (Transcrita em O Globo, Rio de Janeiro, 14 mar. 1947 sob o título"A primeira biografia de Castro Alves")
- GUIMARÃES, João. Castro Alves, Melhoramentos, São Paulo, 1953, 63 p. il. (Grandes vultos das letras, 13).
- HORCH, Hans Jürgen Wilhelm. Antonio de Castro Alves (1847-1871) Seine Sklavendichtung und ihre Beziehungen zur Abolition in Brasilien. Hamburgo, Kommissionsverlag: Cram, De Gruyter & Co., 1958. 384 p. il.
- LIMA, Ademar Ferreira. Esboço psicológico de Castro Alves. Palestra realizada na Congregação Psicanalítica Freud. [Rio de Janeiro, 1936 ?] 24 p.
- LIMA, Heitor Ferreira. Castro Alves e sua época. II. interna de Clóvis Graciano; capa de Messias de Melo. São Paulo, Ed. Anchieta, 1942. 207 p. il.
- MACHADO FILHO, Aires da Mata. Historia de Castro Alves. Belo Horizonte, Ed. de "Rocha-desenhos", 1947. 51 p. il.
- MARQUES, Xavier. Castro Alves. Revista popular, Bahia, ano 1, n, 11, p. 162-164, jul. 1898
  - _______ Vida de Castro Alves. Ed. Correcta, accrescida e il. com retratos e desenhos do poeta [2. ed.] Rio de Janeiro, Annuario do Brasil [1924] 262 p. il.
- MATOS, Edilene. Castro Alves: imagens fragmentadas de um mito, 2001.
- MATTOS, Waldemar. A Bahia de Castro Alves, Instituto Progresso Editorial S.A., São Paulo, 1949, 2a edição.
- MATOS FILHO, J. A filha de Castro Alves [Salvador] Liv. Progresso ed. [1959] 161 p. il.
- MASCARENHAS, Maria da Graça (coordenação editorial). Castro Alves, Odebrecht, Fundação Banco do Brasil, Rio de Janeiro, Brasília, D.F., 1997.
- MONIZ, Heitor. Castro Alves (na comemoração do lº centenário de seu nascimento). Rio de Janeiro, Editora A Noite [1952] 58 p.
- NABUCO, Joaquim, Castro Alves; artigos publicados na "Reforma" por Joaquim Nabuco. Rio de Janeiro, Typographia da Reforma, 1873. 30 p.
- NEIVA, Venâncio de Figueiredo. Castro Alves, conferências. Rio de Janeiro, 1947. 43 p.
- NUNES, Osório. Reverência do Brasil ao seu maior poeta! Dom Casmurro, Rio de Janeiro, 16 maio 1942.
- PALHA, Amarilho. O poeta da liberdade. Ilustração brasileira, Rio de Janeiro, ano 25, n. 143, p. 10-11, mar. 1947.
- PEIXOTO, Afrânio. Castro Alves: o poeta e o poema, Ailland & Bertrand, Paris, 1922.
- PRINA, Carlo. Castro Alves, as mulheres e a música, Livraria Martins Editora, São Paulo, 1960.
- RIBEIRO, Luis do Prado. Tríptico de Castro Alves: amor, lirismo, liberdade. Rio de Janeiro, Jornal do Commercio, 1952. 129 p.
- SANTOS, Antonio Teodoro. O encontro de Rui Barbosa com Castro Alves. São Paulo, Ed. Prelúdio. 32 p.
- SEGISMUNDO, Fernando. Castro Alves explicado ao povo. Rio [de Janeiro] Editora Leticia, 1947. 55 p.
- SILVA, Alberto. Glória e Sofrimento de Castro Alves. Bahia, Imp. Oficial, 1948. iv, 61 p.
- SILVA, Alberto da Costa e. Castro Alves, 2006, 198 pág.
- SILVA, Francisco Pereira da. FRANCO, Afonso Arinos de Melo. Castro Alves, 1974, 250 pág.
- SILVA, Joaquim Carvalho da. "Castro Alves: uma revisão histórico-literária", in Signum: estudos literários, revista do curso de mestrado em Letras, Centro de Letras e Ciências Humanas, Londrina, n. 1, 1998.
- SILVA, Lourival Ribeiro da. A doença de Castro Alves. Rio de Janeiro [Ed. Sul americana] 1949. 132 p.
- TAVARES JÚNIOR, Luis et alli. Castro Alves: o poeta e o tempo, Imprensa Universitária da Universidade Federal do Ceará, 1971.
- TEIXEIRA, Múcio. Vida e Obras de Castro Alves. (Edição ornada com dois retratos do biographado, um aos 18 anos, outro aos 24). Bahia, Typ. e encadernação do "Diario da Bahia", 1896. 338 p. il.
- VILLAS-BÔAS, Milton. Castro Alves o Gênio [Salvador] Imp. Oficial, 1948. 29 p. il.
- WYNNE, J. Pires. Castro Alves — na imprensa e na tribuna, (síntese crítica da vida e obra do poeta) 2. ed. [Rio de Janeiro, G. Edit. Arte Moderna Ltda.] 1968. 65 p.
- ZAGURY, Eliane. Castro Alves, tempo, vida e obra. Rio de Janeiro, Bruguera [1971] 160 p. il.

## Estudos, artigos, teses
- ARAÚJO, Giovanna Gobbi Alves. A pintura das águas: um estudo da visualidade poética em A Cachoeira de Paulo Afonso de Castro Alves. Dissertação de mestrado. Universidade de São Paulo, São Paulo, 2015 (online).
- BANDEIRA, Manuel. Apresentação da Poesia Brasileira, Ediouro, Rio de Janeiro, s/d, 451 p.
- BOSI, Alfredo. "Sob o signo de Cam" in Dialética da colonização, Companhia das Letras, São Paulo, 1992.
- BUENO, Alexei. "Herdeiro do entusiasmo", in Caderno Mais, Folha de S. Paulo, 16 de Março de 1997.
- CANDIDO, Antonio. "Navio Negreiro" in Recortes, Companhia das Letras, São Paulo, 1993.
- FELINTO, Marilene. "O eterno ABC de Castro Alves", in Caderno Mais, Folha de S. Paulo, 16 de Março de 1997.
- FIGUEIREDO, Maria do Carmo Lanna. "Rondó de Castro Alves em autores modernistas", in Scripta literatura, revista do programa de pós-graduação em Letras e do Cespuc, Puc-Minas, Belo Horizonte, vol. 1, n. 2, 1o semestre de 1998.
- GOMES, Eugênio. "Castro Alves e o sertão" e "As imagens do movimento em Castro Alves" in Prata da casa: ensaios de literatura brasileira, Editora A Noite, Rio de Janeiro, s/d.
- GONÇALVES, Virgínia Maria. "Castro Alves, África literária e discurso libertário", in Signum: estudos literários, revista do curso de mestrado em Letras, Centro de Letras e Ciências Humanas, Londrina, n. 1, 1998.
- HADDAD, Jamil Almansur. "A erótica de Castro Alves" in Alves, Castro. Poemas de Amor, introdução, seleção e notas de Jamil Almansur Haddad, Biblioteca Universal Popular, S. A., Rio de Janeiro, 1963.
- HANSEN, João Adolfo. "Castro Alves e o borbulhar do gênio", in "Caderno de Sábado", Jornal da Tarde, São Paulo, 8 de Março de 1997.
- IVO, Lêdo. "Travessia de Castro Alves", in A República da desilusão (ensaios), Topbooks, Rio de Janeiro, 1994.
- JACQUES, Paulino. "A estética de Castro Alves" separata da Revista da Academia carioca de letras. no.3 junho de 1977.
- LIMA, Alceu Amoroso. "O maior poeta", in Estudos literários, Edição organizada por Afrânio Coutinho com assistência do autor, Companhia Aguilar Editora, Rio de Janeiro, 1966.
- MATOS, Edilene. "Castro Alves: A sedução da voz, o verso", in Jornal A Tarde, 15 de Março de 1997.
- _______. "Bilhete em papel rosa: ao meu amado secreto, Castro Alves", in Scripta literatura, revista do programa de pós-graduação em Letras e do Cespuc, Puc-Minas, Belo Horizonte, vol. 1, n. 2, 1o semestre de 1998.
- NETTO, Adriano Bitmães. "Castro Alves e a construção do ‘Quinto império’ brasileiro: República imaginária, Nação literária", in Scripta literatura, revista do programa de pós-graduação em Letras e do Cespuc, Puc-Minas, Belo Horizonte, vol. 1, n. 2, 1o semestre de 1998.
- PROENÇA, Manuel Cavalcanti. "O cantador Castro Alves", in Augusto dos Anjos e outros ensaios, Livraria José Olímpio, Rio de Janeiro, 1959.
- SCHLAFMAN, Léo. "O poeta dos oprimidos", in Caderno Ideias, Jornal do Brasil, 7 de Março de 1997.
- __________. "Romântico e libertário", in Caderno Ideias, Jornal do Brasil, 7 de Março de 1997.
- SENNA, Marta de. "A poética romântica de Castro Alves", in Scripta literatura, revista do programa de pós-graduação em Letras e do Cespuc, Puc-Minas, Belo Horizonte, vol. 1, n. 2, 1o semestre de 1998.
- SIMPSON, Pablo. Os sentidos da depuração na poesia de Castro Alves, tese de mestrado, IEL - Unicamp, 2000. (on-line )
- TOLMAN, Jon M. "Castro Alves, poeta amoroso" in Revista do Ieb, São Paulo, n. 17, 1975.
- VEIGA, Cláudio. Prosadores e poetas na Bahia, Tempo Brasileiro, Rio de Janeiro, 1986

## Obras relacionadas
- Idílio de Pórcia e Leolino. Dário Teixeira Cotrim, Gráfica Papel Bom, Guanambi, 2005 (biografias de familiares do poeta, relato do drama vivido por Pórcia de Castro; ilustrado)
- José Antônio da Silva Castro - O Periquitão. Norma Silveira Castro de Almeida, A. Rodrigues Lima Tanajura; EGBA, Salvador, 2004, 2ª ed., 162 p. (edição ilustrada), ISBN 8590396517
- O Rapto de Pórcia de Castro, a Helena Sertaneja, por Leolino Canguçu. José Walter Pires, Editora Luzeiro, São Paulo, 2014, 32 p., ISBN 9788574102009